# Carolina Maraini Sommaruga

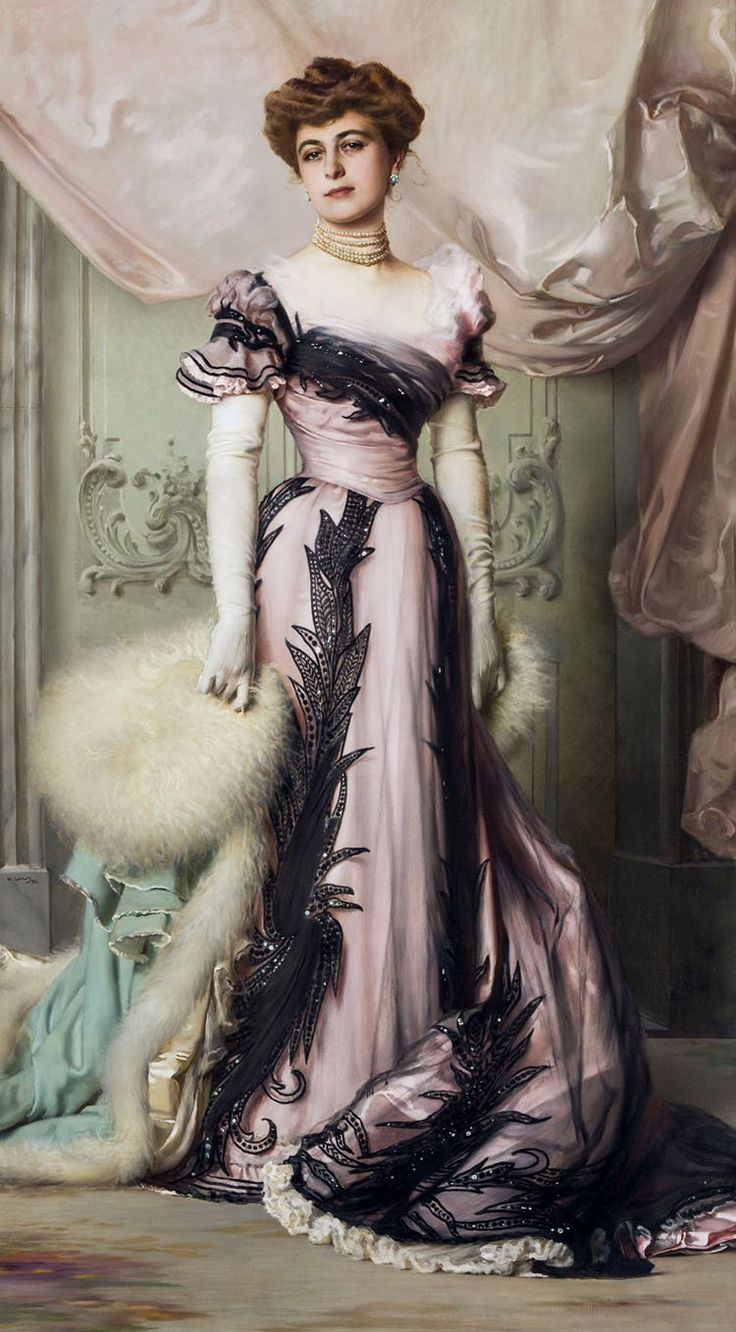
Gräfin Carolina Maraini-Sommaruga

Carolina Maraini-Sommaruga (* 15. Juni 1869 in Lugano; † 22. Januar 1959 in Savosa; heimatberechtigt in Lugano) war eine Schweizer Mäzenin aus dem Kanton Tessin.

## Leben
Carolina Maraini-Sommaruga war Tochter von Giacomo Sommaruga und Maria Fumagalli. Im Jahr 1889 heiratete sie Emilio Maraini. Maraini zog im selben Jahr nach Rieti (Latium) zu ihrem Gatten. Dieser war in der Zuckerindustrie tätig. Nach dessen Wahl zum Abgeordneten zog das Paar nach Rom. Dort liess es von 1903 bis 1905 nach den Plänen des Schwagers Otto Maraini die Villa Maraini auf dem Pincio erbauen. Die im Jahr 1946 von Maraini der Eidgenossenschaft geschenkte Villa ist seit 1947 Sitz des Schweizerischen Instituts in Rom. Maraini unterstützte zahlreiche kulturelle und wohltätige Institutionen, darunter den Kindergarten in Rieti, das italienische Rote Kreuz und das Bürgerspital in Lugano. König Viktor Emanuel III. verlieh ihr den Titel einer Gräfin.